# جوشوا كينغ
جوشوا كينغ (بالنرويجية: Joshua King‏) مواليد 15 يناير 1992 في أوسلو، هو لاعب كرة قدم نرويجي يلعب كمهاجم مع نادي بورنموث. مثّل منتخب النرويج لكرة القدم.

## مرحلة الشباب

### أندية لعب لها
- نادي فوليرينغا لكرة القدم

## المسيرة الاحترافية

### أندية لعب لها
- مانشستر يونايتد
- بلاكبيرن روفرز
- نادي بورنموث

## روابط خارجية
- جوشوا كينغ على موقع الاتحاد الدولي (مؤرشف)  (الإنجليزية)
- جوشوا كينغ على موقع الاتحاد الأوربي (الإنجليزية)
- جوشوا كينغ على موقع اتحاد النرويج (النرويجية)
- جوشوا كينغ على موقع اتحاد تركيا (لاعب) (الإنجليزية)
- جوشوا كينغ على موقع قاعدة بيانات كرة القدم.إي يو (الإنجليزية)
- جوشوا كينغ على موقع ليكيب (الفرنسية)
- جوشوا كينغ على موقع ناشيونال فوتبول تيمز (الإنجليزية)
- جوشوا كينغ على موقع Soccerbase.com (لاعب) (الإنجليزية)
- جوشوا كينغ على موقع Soccerway.com (الإنجليزية)
- جوشوا كينغ على موقع عالم كرة القدم.نت (الإنجليزية)